# شدالازار
شَدّالازار فی حطّ الاوزار عن زُوار المزار یا به اختصار شدالازار، نام کتابی است از معین‌الدین ابوالقاسم جنید شیرازی که در گزارش گورهای شیراز در زمان نویسنده است. این کتاب به هفت نوبت تقسیم شده است تا زائرین در هر روز هفته به زیارت یک قسمت از گورها بروند. بدین ترتیب که نوبت اول در ذکر مدفونین گورستان شیخ کبیر، نوبت دوم گورستان باهلیه، نوبت سوم گورستان دارسلم، نوبت چهارم گورستان ام کلثوم و شیرویه، نوبت پنجم گورستان باغ نو، نوبت ششم گورستان جامع عتیق و بالاخره نوبت هفتم گورستان مصلی. در این هفت قسمت جمعاً شرح حال ۳۱۵ نفر عنوان شده که آخرین آنها شیخ اجل سعدی است. عیسی بن جنید فرزند جنید شیرازی، شدالازار را به فارسی به نام هزار مزار ترجمه کرد که دو بار به وسیله کتابخانه احمدی شیراز به چاپ رسیده است.